# 칠암항
칠암항(七岩港)은 부산광역시 기장군 일광읍 칠암리에 있는 어항이다. 지방어항으로 지정되어 관리하고 있다. 시설관리자는 기장군수이다.

## 어항구역
칠암항의 어항구역은 다음과 같다.
- 칠암방파제 기부에서 반경 500m 원내 수역(A=413,000m2)

## 개발계획
2010년 9월 15일 변경고시된 칠암항 개발계획 규모는 다음과 같다.
- 방파제: 190m (1,246m2)
- 물양장: 150m (5,184m2)
- 선양장: 20m (600m2)